# Justus Friedrich Danckwerts
Justus Friedrich Danckwerts (* 13. Mai 1779 in Küsten; † 20. August 1842 in Göttingen) war ein deutscher Verleger. Er war in der Leitung des Verlags Vandenhoeck & Ruprecht in Göttingen tätig.

## Leben
Der Vater Christian Wilhelm Danckwerts stammte aus einer evangelischen Pastorenfamilien und war zur Zeit seiner Geburt Pfarrer der Kirche in Küsten. Seine beiden Brüder Johann Alexander und Johann Viktor sowie seine Neffen waren ebenfalls Pastoren, u. a. lange Zeit in Plate. Emmy Danckwerts ist seine Nichte.
Justus Friedrich Danckwerts gründete 1805 eine Verlags- und Sortimentsbuchhandlung unter seinem Namen. Er heiratete Marianne Ruprecht (1789–1866), die Tochter von Carl Friedrich Günther Ruprecht (1730–1816). Nach dessen Tod übernahm er gemeinsam mit seinem Schwager Carl August Adolf Ruprecht (1791–1861) die Leitung des Verlags Vandenhoeck & Ruprecht. In dieser Zeit war der Verlag wirtschaftlich erfolgreich und wurde erheblich ausgebaut. Nach dem Verfassungsbruch von König Ernst August von Hannover und dem Protest der Göttinger Sieben dagegen wurde auch das Verlagsgeschäft schwieriger. Im Jahre 1839 entzog das Königreich Hannover dem Verlag entschädigungslos das Privileg der Portofreiheit. Danckwerts und sein Schwager Ruprecht konnten die wirtschaftlichen Schäden durch diese Form der politischen Verfolgung ausgleichen.
Danckwert ist mit seiner Frau auf dem Bartholomäusfriedhof in Göttingen beerdigt. Nach seinem Tod wurde der Verlag wieder ausschließlich von direkten Nachkommen der Familie Ruprecht geleitet.